# Firefox (jeu vidéo)
Pour les articles homonymes, voir Firefox (homonymie).
Firefox est un jeu d'arcade créé par la société Atari Inc., sorti en 1984. Il s'agit d'un film interactif dont le gameplay se rapproche du rail shooter. Il est inspiré du film Firefox, l'arme absolue réalisé par Clint Eastwood. C'est le seul jeu sur laserdisc édité par Atari.